# دنی لاندزات
دنی لاندزات (هلندی: Denny Landzaat؛ زادهٔ ۶ مهٔ ۱۹۷۶) یک بازیکن فوتبال اهل هلند است.

## تیم ملی
وی همچنین در تیم ملی فوتبال هلند بازی کرده است.